# Rickard Levin Andersson
Rickard Ulf Sigvard Levin Andersson, född 24 april 1991, är en svensk sportskytt som tävlar i lerduveskytte.

## Karriär
Levin Andersson tog silver i Europamästerskapen i lerduveskytte på Cypern år 2022. Vid Europeiska spelen år 2023 tog han brons i grenen trap.